# ديكينسونيا
الديكينسونيا (Dickinsonia) هي حفريات أيقونية للحيويات الإدياكارية وهي تشبه تقريبًا مضلع ثنائي متناظر بيضاوي، انتماءاتها غير معروفة في الوقت الحاضر، معظم التفسيرات تذهب إلى اعتبارها حيوان على الرغم من أن آخرون يرون أنها قد تكون فطرًا أو عضوًا في مملكة منقرضة.